# Бартон-Гіллс (Мічиган)
Бартон-Гіллс (англ. Barton Hills) — селище (англ. village) в США, в окрузі Воштено штату Мічиган. Населення — 316 осіб (2020).

## Географія
Бартон-Гіллс розташований за координатами 42°19′0″ пн. ш. 83°45′21″ зх. д. / 42.31667° пн. ш. 83.75583° зх. д. (42.316631, -83.755880).  За даними Бюро перепису населення США в 2010 році селище мало площу 1,94 км², уся площа — суходіл.

## Демографія
Згідно з переписом 2010 року, у селищі мешкали 294 особи в 123 домогосподарствах у складі 93 родин. Густота населення становила 151 особа/км².  Було 137 помешкань (71/км²).
Расовий склад населення:
| - 88,1 % — білих - 6,8 % — азіатів - 1,0 % — чорних або афроамериканців - 1,7 % — осіб інших рас |

До двох чи більше рас належало 2,4 %. Частка іспаномовних становила 5,8 % від усіх жителів.
За віковим діапазоном населення розподілялося таким чином: 21,8 % — особи молодші 18 років, 48,6 % — особи у віці 18—64 років, 29,6 % — особи у віці 65 років та старші. Медіана віку мешканця становила 53,7 року. На 100 осіб жіночої статі у селищі припадало 92,2 чоловіків;  на 100 жінок у віці від 18 років та старших — 90,1 чоловіків також старших 18 років.
За межею бідності перебувало 2,4 % осіб, у тому числі 0,0 % дітей у віці до 18 років та 0,0 % осіб у віці 65 років та старших.
Цивільне працевлаштоване населення становило 145 осіб. Основні галузі зайнятості: освіта, охорона здоров'я та соціальна допомога — 47,6 %, науковці, спеціалісти, менеджери — 22,8 %, виробництво — 9,7 %, фінанси, страхування та нерухомість — 4,8 %.